# کنستانس گارنت

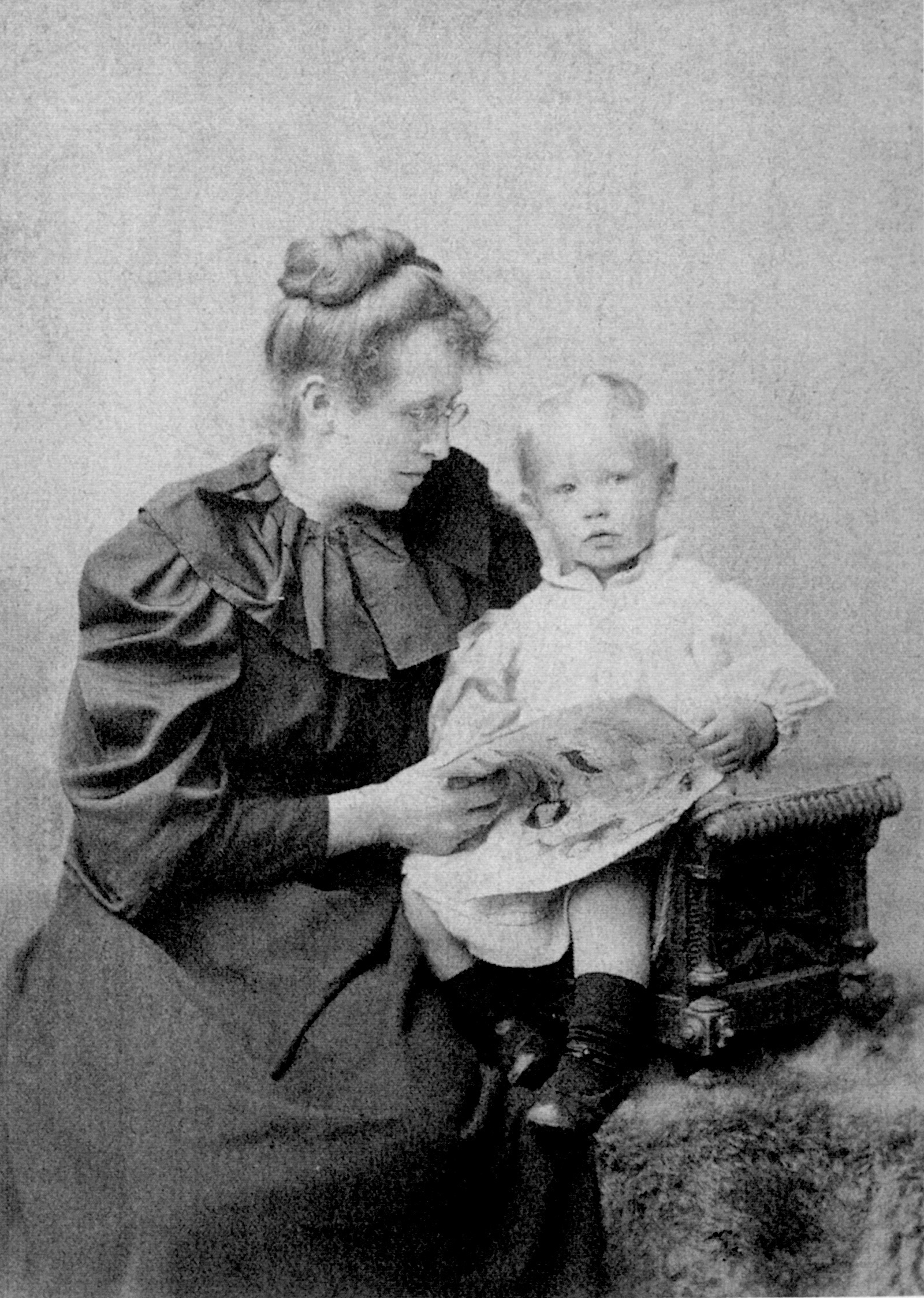
نگارهٔ کنستانس گارنت در کنار پسرش - دههٔ ۱۸۹۰

کنستانس گارنت (زادهٔ ۱۸۶۱ – درگذشتهٔ ۱۹۴۶) مترجم انگلیسی‌زبانِ ادبیات روسی قرن نوزدهم بود. از او به‌عنوان نخستین مترجم انگلیسی داستایفسکی و چخوف یاد می‌شود.